# Хасиев, Саид-Магомед Адамович
Саид-Магоме́д Ада́мович Хаси́ев (чечен. Хьасин Адами ВоӀ Сайд-Мохьмад; 30 июня 1942 года, Курчалой, Чечено-Ингушская Республика, СССР — 13 февраля 2020 года, Грозный, Чеченская Республика, Россия) — чеченский историк, кандидат исторических наук, автор нескольких книг и около 200 научных работ по этнографии (этнологии) и истории народов Чечено-Ингушетии и Северного Кавказа.

## Биография
Саид-Магомед Хасиев родился 23 февраля 1942 года в селении Курчалой (ныне город Курчалой. Отец- Адам Хасиев из тайпа Алларой, мать — Луда Апаева (тайп Балой). Спустя два года после рождения сына семья Хасиевых была депортирована из Чечено-Ингушской Республики в Киргизскую ССР. Там Саид-Магомед несколько лет проучился в средней школе.
Когда в 1957 году была восстановлена Чечено-Ингушская АССР, семья перебралась обратно в Курчалой, где Саид-Магомед окончил среднюю школу № 1.
В 1960 году поступил на учёбу в историко-филологический факультет Чечено-Ингушского госпединстита, специальность: «чеченский язык и литература», а также «русский язык и литература». Окончил в 1964 году.
Сразу после института прошёл военную службу в Советской Армии.
В 1965−1967 годах проработал завучем по воспитательной работе Курчалоевской средней школе № 1.
В 1969 году аспирант Института этнографии АН СССР, спустя три года там же защитил диссертацию на степень кандидата исторических наук.
В 1973—1991 годах проработал старшим научный сотрудником сектора археологии и этнографии ЧИНИИИЯЛ.
С 2001 года старший научный сотрудник Национального музея Чеченской Республики.
Был женат, имел 3 детей.
В 2013 году награждён медалью «За заслуги перед Чеченской Республикой».
Скончался 14 февраля 2020 года.